# Église Sainte-Parascève (Neraïdochóri)
L'église Sainte-Parascève (grec moderne : εκκλησία Αγίας Παρασκευής) est une église chrétienne post-byzantine située à une distance de trois kilomètres de Neraïdochóri (en), dans le district régional de Tríkala, dans la périphérie de Thessalie, en Grèce. Autrefois, elle servait de katholikon au monastère de Tsoúka, aujourd'hui détruit et dont il ne reste que des ruines. Selon l'inscription ktetorique située au-dessus de l'entrée, l'année de construction est 1792, période pendant laquelle le métropolite de Stágai est Païsios, tandis que le fondateur est mentionné comme étant le hiéromoine Damascène, trois laïcs, ainsi que deux maîtres.
L'église est de type cruciforme inscrit avec un dôme et plus précisément de la variante athonite, possédant trois niches. Ses dimensions extérieures, sans les extensions, sont de 17,3 x 8,5 mètres. Le dôme de l'église, d'une hauteur de 10,8 mètres à partir du sol, possède un grand tambour de forme octogonale, ainsi qu'une base cubique, et est soutenu par quatre colonnes. Sur la façade ouest se trouve une grande lucarne. L'église est construite en maçonnerie d'argile et possède un toit à deux pans avec une coupure à l'extrémité orientale constituée de dalles de pierre. Sous le toit, une bande dentelée en pierre sert de motif décoratif. L'encadrement de la porte, située sur la façade sud, ainsi que le linteau sont décorés de reliefs, tandis que l'inscription ktetorique sur le linteau est également préservée. Sur le mur est se trouvent trois niches, une grande pour le sanctuaire, ainsi que deux autres de taille plus modeste pour les écrans[Quoi ?].
À l'intérieur, l'église possède une iconostase en bois, séparée par deux piliers en pierre. Au-dessus de la partie centrale de la nef se trouve la chapelle de la Transfiguration du Sauveur. Initialement, la communication avec la chapelle se faisait par une trappe menant vers l'étage inférieur, cependant, aujourd'hui, l'entrée se fait par un escalier métallique menant à une porte située sur la façade ouest de l'église. Il est possible que la chapelle ait eu à l'origine un dôme, mais que le toit soit désormais voûté.